# Psilaster sladeni
Psilaster sladeni is een kamster uit de familie Astropectinidae.
De wetenschappelijke naam van de soort werd in 1905 gepubliceerd door Hubert Ludwig.